# ボーイズラブゲーム
ボーイズラブゲームとは、女性向け恋愛ゲームのうち、ボーイズラブを主として扱っている作品の総称である。略称は「BLゲーム」、「BLG」、「ボブゲ」など。

## 概要
多くは18禁パソコンゲームであるが、コンシューマー機への移植も多い。初の移植はDC版『Fragrance Tale ～フレグランス テイル～』（2001年7月発売）である。その後、ソニーチェックの緩和に伴って発売されたPS版『王子さまLV1』（2002年3月）等を経て、2006年にはPS2版が移植のメインとなっている。一方、コンシューマーオリジナルの作品は、『星のまほろば』などがあるが、ごく僅かである。モバイルゲームでのみに限られたボーイズラブ系ゲームも今では配信されており、そちらはいずれも全年齢向けとなっている。
同人ゲームの製作は比較的盛んであり、その中には、携帯版に移植された作品（『アカシア通り一番地』他）や、有名声優をフィーチャーした作品（Ritz Softの諸作品）が含まれることが特徴的と言える。

## 歴史
商業用ゲームソフトにおけるBL要素は、男性向け美少女ゲーム中の1シナリオ中で表現されたものを始まりとする。
- 1990年代に発表された美少女ゲームでは、ごく少数の作品にBL的描写が存在している。例えば1993年10月にアクティブが発売した『if2』収録の『やっぱり薔薇が好き』、1996年3月にジャニスが発売した『卒業旅行』などである。しかし、攻略対象キャラクターの中に男性が1～2人含まれているものであり、BLはあくまでもシナリオ分岐の1つに過ぎない。
- 石田美紀によればボーイズラブゲームのはじまりは『BOY×BOY 〜私立光稜学院誠心寮〜』であるという[1]。
- 2000年3月、Alice Softが設立した女性向けレーベルAlice Blueが、第1作『隠れ月』（PC全年齢）を発表。
- 同年8月、ユニゾンシフトの妹ブランド・プラチナれーべるが、『好きなものは好きだからしょうがない!!』シリーズ第1部「FIRST LIMIT」（PC18禁）を発表。この作品は男女の性描写を含まない完全な女性向けゲームである。
- 2001年3月、Alice Blue第2作『王子さまLV1』（PC全年齢+18禁追加ディスク）発表。
- 上記のような黎明期の作品がユーザを着実に捉えた結果、2002年後半には『学園ヘヴン』『神無ノ鳥』他の話題作・大作を含むBLゲームの発売ラッシュを迎えた。

以降、新規ブランドの参入や作品の多様化、テレビアニメ化等のメディアミックス展開といった拡大傾向と、一部の作品の開発中止や2004年7月の有力ブランドAlice Blueの活動休止等の縮小傾向を混在させつつ、現在に至っている。